# Søren Kragh-Jacobsen
Søren Kragh-Jacobsen (Kopenhagen, 2 maart 1947) is een Deense filmregisseur, scenarioschrijver, muzikant en songwriter. Hij was een van de oprichters van Dogma 95.
Kragh-Jacobsen staat vooral bekend om zijn carrière als filmregisseur, waar hij onder andere een groot aantal Deense sterren heeft ontdekt, zoals Nikolaj Lie Kaas, Iben Hjejle en Tomas Villum Jensen.
Hij bereikte zijn internationale doorbraak met de Dogme95-film Mifunes sidste sang in 1999. De film won datzelfde jaar de Zilveren Beer op het Internationaal filmfestival van Berlijn, evenals een aantal andere internationale prijzen. Hij heeft onder meer opmerkelijke onderscheidingen ontvangen. won drie Bodils en een Emmy Award.
Als muzikant werd hij pas echt beroemd toen hij en Leif Lindskov een hit kregen met het nummer "Kender du det?" (beter bekend als "Mona, Mona, Mona..."), van de LP Hinkeruder På Motorvejen uit 1976. Het vervolg Tur-Retur ook met Lindskov, kwam uit in 1977.
In het jaar 2001 bracht Kragh-Jacobsen de cd Isalena uit, na massale aanmoediging van radioluisteraars op DR's P3. Naast muziek in eigen naam heeft Kragh-Jacobsen teksten en muziek geschreven voor kinderprogramma's en tekenfilms zoals Omsen og Momsen (gespeeld en gezongen door Jess Ingerslev en Tom McEwan) en Fuglekrigen.

## Filmografie

### Film
- 1978: Vil du se min smukke navle?
- 1981: Gummi-Tarzan
- 1983: Isfugle
- 1988: Skyggen af Emma
- 1988: Guldregn
- 1991: Drengene fra Sankt Petri
- 1997: The Island on Bird Street
- 1999: Mifunes sidste sang
- 2003: Skagerrak
- 2008: Det som ingen ved
- 2013: I lossens time
- 2020: Lille sommerfugl

### Televisie
- 1976: Dimser nok til hele ugen - tanker omkring en drejebænk
- 1980: Farvel Lulow
- 1985: Livet er en god grund
- 1986: Guldregn
- 1993: Den korsikanske biskopen
- 2000: D-dag
- 2000: D-dag - Boris
- 2001: D-dag - Den færdige film
- 2005: Ørnen: En krimi-odyssé
- 2009: Livvagterne
- 2010: Borgen
- 2016: Bedrag

## Discografie

### Albums
- 1976: Hinkeruder På Motorvejen (met Leif Lindskov)
- 1977: Tur-Retur
- 1978: Vil Du Se Min Smukke Navle (met Leif Lindskov)
- 2001: Isalena

### Singles
- 1976: Kender Du Det (Mona) (met Leif Lindskov)
- 1978: Hey Claus (met Leif Lindskov)
- 2001: Mia Maria